# Adesmia viscidissima
Adesmia viscidissima är en ärtväxtart som beskrevs av Johnston. Adesmia viscidissima ingår i släktet Adesmia och familjen ärtväxter. Inga underarter finns listade i Catalogue of Life.